# Kaliumvätetartrat

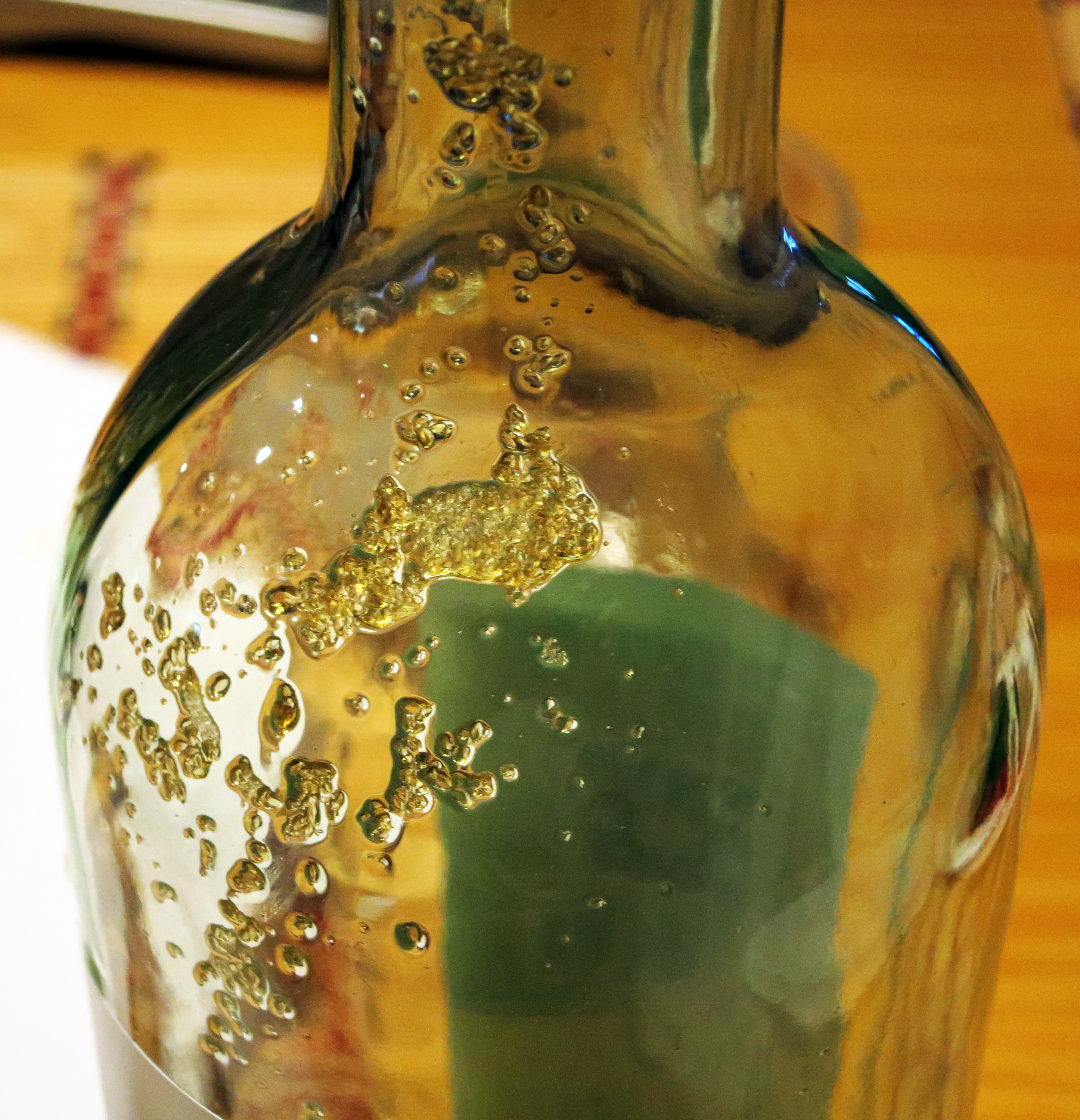
Vinsten i en flaska vitt vin

Kaliumvätetartrat är det systematiska namnet på vinsten, ett salt av vinsyra.

## Egenskaper och framställning
Vinsten uppstår som restprodukt vid vinframställning. Vinsyran i vinet reagerar med det kalium som kommer från vindruvan och bildar små saltliknande kristaller. Dessa uppstår framförallt när vinet kyls, och en del vintillverkare kyler därför vinet innan buteljering och filtrerar bort vinstenen. I mångt och mycket är det en fråga om vilken filosofi vinproducenten har men vissa anser att vinerna skall vara så orörda som möjligt för att bibehålla karaktär. I dessa fall vill man ibland undvika filtrering, och därför kan man hitta kristallerna i botten av dessa flaskor, vilket alltså inte är något fel utan en effekt av vinframställningen.
En vanlig uppfattning är att vinsten är ett tecken på god kvalitet. Det enda som kan utläsas av förekomsten av vinsten är att vinet inte kylfiltrerats, resten är åsikter om vad ett vin av god kvalitet innebär.
Vinsten är inte samma sak som vinsyra. Vinsten uppstår från vinsyra, men vinsyra kan även framställas på annat sätt. Vinsten är en god och syrlig ingrediens, som kan användas till bland annat bakning.
Man skiljer mellan rå vinsten, renad vinsten och renad kalkfri vinsten. Salt förekommer allmänt t.ex. i saft av bärfrukter. Druvsaften innehåller 0,3 – 1,7 % och vid jäsning av denna avskiljs vinstenen så småningom på grund av sin olöslighet i den bildade alkoholen. 
Den avsätter sig i lagerfaten i form av en fast kristallin kaka, som samtidigt innehåller andra i vinet lösta eller uppslammade ämnen, bland annat färgämnen. Beroende på vinets färg uppstår rå vinsten således som vit eller röd vinsten, med talrika övergångsformer däremellan.
Av den råa vinstenen erhålls den renade vinstenen genom lösning i vatten, fällning av föroreningar med hjälp av mineralsalter, blekning och omkristallisation.
Tillverkning av den kalkfria renade vinstenen sker genom lösning av den renade vinstenen i varmt vatten med tillsats av så mycket saltsyra som behövs för att sönderdela innehållet kalciumtartrat, varefter man låter lösningen kristallisera under omröring, varigenom man erhåller mycket små kristaller. Dessa tvättas med vatten tills de är saltsyrafria.

## Användning
Vinsten kan användas vid matlagning men förekommer sällan i svenska recept. Framförallt ingår det tillsammans med bland annat bikarbonat som jäsmedel i bakpulver (syran reagerar med bikarbonaten och ger jäsningseffekten). Ett annat knep är att tillsätta lite vinsten när man hårdvispar äggvitor för att ge mer volym och ännu fastare konsistens. Den används även som konsistensgivare till godis och glasyrer. Vinsten lär även ha en viss konserverande verkan och användes förr i inläggningar, idag finns dock betydligt bättre konserveringsmedel.
Vid sidan om matlagning används vinsten även som betmedel vid växtfärgning av bland annat garn. Det är här främst den renade, kalkfria vinstenen som kommer till användning.